# 훔무스

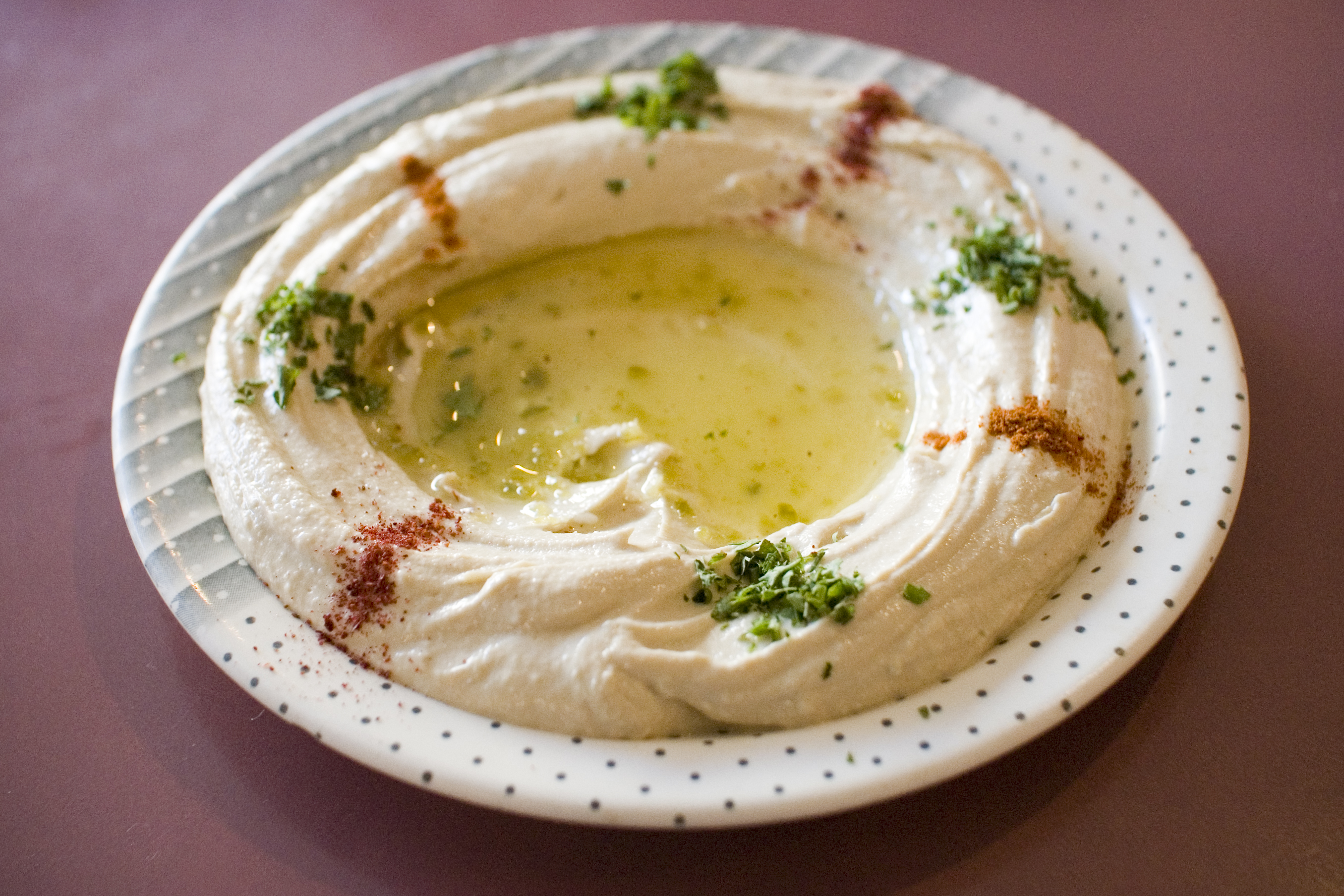
올리브 오일과 허브, 향신료로 만든 훔무스의 모습.

훔무스(아랍어: حمص, 튀르키예어: humus 후무스[*], 영어: hummus 후머스[*])는 병아리콩, 타히니, 올리브기름, 레몬 즙, 소금, 마늘 등을 섞어 으깬 소스이며, 레바논이나 이집트 등 중동의 향토음식이다. 단백질의 비중이 높고 지방이 적다.
훔무스는 연한 노란색에 무스 형태의 되직한 질감으로, 매시드 포테이토와 흡사하다. 병아리콩을 삶거나 쪄낸 다음 올리브 오일과 각종 향신료를 섞어 함께 갈아내어 만든다. 이때 얼마나 더 오래 가느냐에 따라 더 씹히는 식감 혹은 매끄러운 식감으로 바뀐다. 맛은 지역이나 식당, 취향에 따라 미세한 특징이 있는데 가장 큰 차이는 향신료에서 나온다. 훔무스에 들어가는 향신료로는 소금, 후추, 쿠민, 석류 씨, 고수, 깐 참깨(타히니), 레몬 즙, 마늘, 고추 등이 있다.
중동에서는 보통 납작한 전통 빵에 훔무스를 찍어 먹는다. 샌드위치에 소스처럼 발라 먹거나 고기에 곁들여 먹기도 한다. 중동 지방에서는 식탁에 꼭 빠지지 않고 올리는 것 중 하나로 ‘훔무스가 없는 공동 식탁은 이야기가 없는 아라비안 나이트와 같다’는 격언이 있다. 대한민국에서는 생소한 음식이지만, 최근 생기는 중동 음식점을 중심으로 대중화되고 있다.
훔무스를 동그랗게 경단 모양으로 뭉치고 빵가루를 묻혀 튀긴 다음, 빵 안에 채소와 함께 이 튀긴 경단을 넣어 먹기도 하는데 이를 ‘팔라펠(Falafel)’이라 부른다.

## 어원과 역사

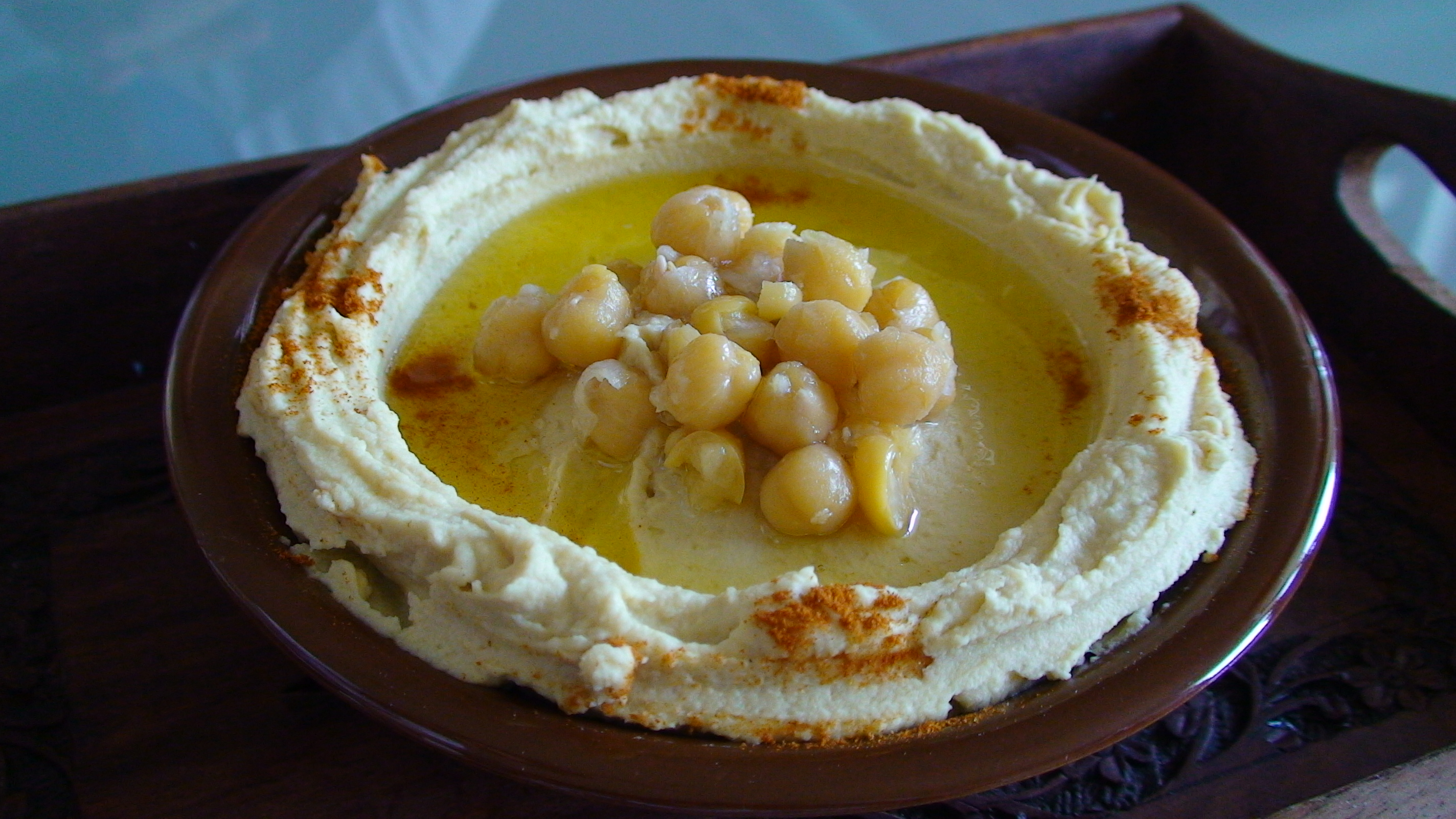

훔무스는 아랍어로 ḥummuṣ, 즉 ‘병아리콩'이라는 뜻을 가지고 있다. 실제로 훔무스의 주재료는 병아리콩으로 구성된다.
훔무스는 고대 중동 지역에서 먹던 음식이다. 정확히 사람들이 언제부터 훔무스를 먹기 시작했는지 밝혀지지 않았지만, 13세기 이집트 카이로에서 발간된 요리책에 훔무스를 언급한 기록이 남아 있다.

## 영양
훔무스는 영양이 우수한 건강식이다. 경희대병원 영양팀 이정주 파트장은 “훔무스는 단백질 함량은 높고, 지방은 낮으며 혈관 건강에 좋은 불포화지방이 풍부하다”고 말했다.
훔무스의 주재료인 병아리콩은 일반 콩보다 단백질, 칼슘, 식이섬유가 더 많이 함유되어 있다. 병아리콩 100g의 단백질 함량은 19.3g으로, 칼슘은 105mg, 식이섬유는 17.4g이며 이는 같은 양의 완두콩(각각 100g당 5.8g, 25mg, 5g)에 비해 3배 이상 들어가 있다. 훔무스에 필수적으로 들어가는 올리브 오일은 단순불포화지방산 중 하나인 ‘올레산(Oleic Acid)’이 풍부하다. 올레산은 혈액의 콜레스테롤 수치를 조정하여 동맥경화 등의 각종 혈관질환의 위험을 방지해 준다. 압착해 만든 올리브 오일에는 항산화 성분인 폴리페놀도 풍부한데, 몸의 세포를 공격하는 활성산소를 제거하고 염증을 줄여주는 효과가 있다.
또한 훔무스는 재료를 삶아서 갈아낸 조리법이기 때문에 소화흡수가 잘 되며, 칼로리 열량이 100g당 177kcal로 낮아 다이어트 음식에도 적합하다. 병아리콩에서 나온 아미노산인 ‘L-아르기닌’은 신진대사를 촉진해 체지방 연소에 도움을 준다.

## 조리법[4]

### 재료
마른 병아리콩 2컵, 베이킹소다 1/4티스푼, 마늘 2쪽, 소금 1/2티스푼, 참깨 페이스트(타히니) 1/2컵, 레몬 즙 1/2컵, 엑스트라 버진 올리브유

### 만드는 순서
1. 마른 병아리콩은 베이킹소다를 넣어 그릇에 담아 하룻밤 물에 담가 놓는다.
2. 물을 제거한 뒤 차가운 흐르는 물에 씻어낸다.
3. 병아리콩을 물 6컵과 함께 냄비에 담고 센 불에 끓인다.
4. 거품이 나지 않을 때까지 걷어낸다.
5. 불을 줄이고 뚜껑을 덮어 1시간 반가량, 콩을 숟가락으로 누르면 깨질 정도로 부드러워질 때까지 끓인다.
6. 물을 버리고 찬물에 콩을 식힌다. 손바닥으로 콩을 문질러 껍질을 제거한다. 수차례 이 작업을 반복한다. 캔에 담긴 콩으로 요리한다면 세 번 정도 씻어내 끓이면 된다.
7. 마늘과 소금을 함께 넣고 믹서에 간다. 여기에 익힌 병아리콩, 참깨 페이스트, 레몬 즙을 같이 넣고 크림 상태가 될 때까지 간다. 취향에 따라 레몬 즙과 소금을 첨가할 수 있다.
8. 접시에 빵과 함께 담아낸다.

## 같이 보기
- 소스
- 스프레드